# Monts Kinoumbou
Les monts Kinoumbou sont un massif du Mayombe dans la région de Bouenza au Congo-Brazzaville, au sud de Madingou et de la Niari. Leur point culminant s'élève à une altitude de 784 m.